# Bucaramanga
Bucaramanga est une ville de Colombie, capitale du département de Santander. Elle se situe au nord de la cordillère Orientale, une branche de la cordillère des Andes, sur les rives du río de Oro.
Selon les projections du DANE, elle compterait 524 112 habitants en 2010. Située à 384 km de Bogota, elle est le siège du Gouvernement du Santander, de l'Assemblée départementale et de la section départementale de la Fiscalía General de la Nación. Elle est également capitale de la province du Soto ainsi que des Noyaux de Développement provincial Metropolitano.
Elle est jouxtée des municipalités de Girón, Floridablanca et Piedecuesta avec lesquelles elle forme l'aire métropolitaine de Bucaramanga, l'une des six plus grandes agglomérations colombiennes. Elle possède un réseau de transports routiers la reliant à Bogotá, Medellín, Cúcuta et la Région Caraïbe. L'aéroport international Palonegro qui la dessert est situé dans la commune voisine de Lebrija.
Bucaramanga est surnommée la « jolie ville », la « ville des parcs » ou la « ville cordiale ».

## Géographie

### Reliefs et géologie

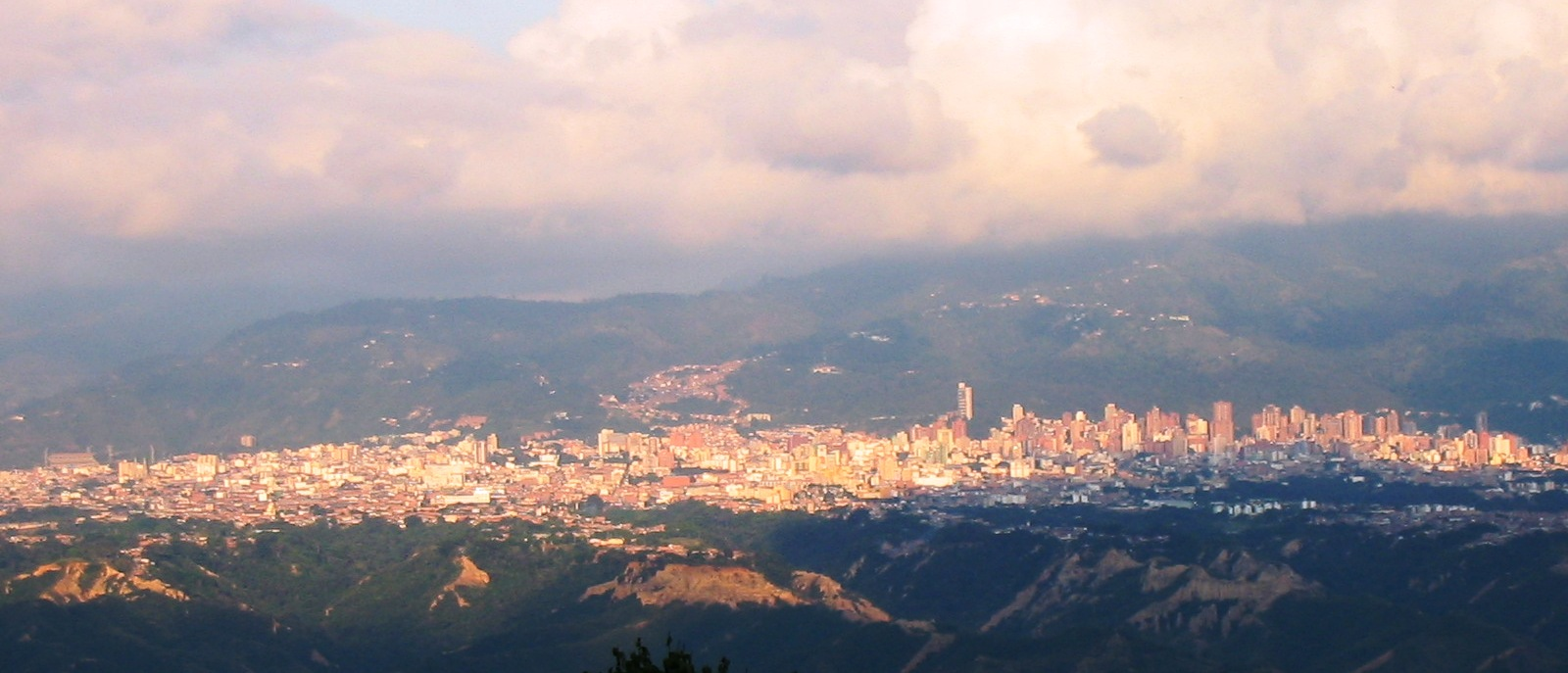
Plateau de Bucaramanga, sur lequel s'étend la ville.

Le territoire de Bucaramanga se situe dans la vallée du Río de Oro. La ville occupe la quasi-totalité du plateau sur la rive droite du Rio de Oro. Le plateau se compose d'une succession de plaques géologiques du Pléistocène, déclinant légèrement vers l'ouest où il est délimité près de la rivière, par un relief abrupt au pied duquel se forment de nombreux ruisseaux, creusant la roche et donnant au plateau un aspect dendritique. Le plateau se situe au pied du Massif de Bucaramanga, qui s'étend à l'est. Sur la rive gauche de la rivière se forme un second plateau dont les roches, formées au Jurassique et au Trias, forment la « formation de Giron ». Cet ensemble est appelé « formation de Bucaramanga », où se superpose une succession horizontale de conglomérat, de limonite, de grès, d'argile et de siltstone.
Les sols de la ville se divisent en deux d'un point de vue agronomique. Les premiers, peu exposés à l'érosion, sont propices aux cultures et à l'élevage. Les seconds sont plus fortement exposés à l'érosion, possédant de ce fait une fertilité quasi nulle.
Bucaramanga est située dans une zone de forte activité sismique. Le plateau de Bucaramanga se trouve enfoncé entre la faille de Bucaramanga - Santa Marta à l'est et délimitée par le massif de Bucaramanga, et la faille de Suárez, délimitée par la formation Giron.

### Hydrographie
Les principales rivières de Bucaramanga sont le Río de Oro et le Río Surata, ainsi que les cours d'eau La Flora, Tona, La Iglesia, Quebrada Seca, Cacique, El Horno, San Isidro, Las Navas, La Rosita y Bucaramanga.

### Climat
Du fait de son relief, Bucaramanga possède plusieurs types de climat sur les 165 km2 qui composent son territoire. Environ 55 km2 du territoire possèdent un climat chaud, 100 km2 un climat tempéré et 10 km2 un climat froid. La température moyenne de la ville est de 23-24 °C, pour des précipitations annuelles moyennes de 1279 mm.
| Mois                                       | janv | fév  | mars | avr  | mai  | juin | juil | août | Sept | Oct  | Nov  | Déc  | Année |
| ------------------------------------------ | ---- | ---- | ---- | ---- | ---- | ---- | ---- | ---- | ---- | ---- | ---- | ---- | ----- |
| Températures maximales moyennes (°C)       | 30,0 | 29,0 | 28,0 | 27,5 | 27,1 | 25,0 | 26,1 | 27,4 | 28,3 | 26,6 | 27,2 | 28,5 | 27,1  |
| Températures minimales moyennes (°C)       | 19   | 19,6 | 18,4 | 17,6 | 16,0 | 15,4 | 16,0 | 18,1 | 17,1 | 18,9 | 19   | 18,5 | 17,5  |
| Moyennes mensuelles de précipitations (mm) | 81   | 90   | 121  | 133  | 110  | 112  | 106  | 103  | 98   | 133  | 119  | 73   | 1279  |
| Jours de précipitations (≥ 1 mm)           | 10   | 14   | 14   | 17   | 18   | 20   | 24   | 20   | 19   | 18   | 14   | 11   | 199   |
| Heures de soleil                           | 151  | 116  | 107  | 106  | 91   | 90   | 86   | 118  | 111  | 114  | 133  | 123  | 1346  |

### Transports
Bucaramanga possède un aéroport (Palonegro, code AITA : BGA), situé dans la municipalité de Lebrija.

## Étymologie
Deux origines au nom de la ville sont discutées, toutes deux à partir du mot búcaros (variété de fleur de la région). Bucaramanga serait donc soit le village des búcaros dans la langue indigène chibcha de la région, soit la combinaison de deux variétés d'arbres, la seconde étant le mangas (arbre qui donne comme fruit la mangue).

## Histoire

### Période précolombienne
Avant la conquête espagnole, le territoire du Santander était occupé par la tribu précolombienne des Guanes.

### Période coloniale
À l'origine, la ville la plus importante pour les Espagnols dans la région était Girón. Bucaramanga, fondée en 1622 ne dépassera cette ville qu'au XVIIIe siècle, tant par l'importance économique que par la population. 

### Période républicaine
En 1857, Bucaramanga est choisie comme capitale provisoire de la région, ce qui a pour conséquence d'accélérer la croissance de la ville. Ce développement sera provisoirement freiné au début du XXe siècle, en raison des conséquences de la guerre civile de 1899-1903, particulièrement dévastatrice dans la région (bien que Bucaramanga ait été épargnée).

### Période contemporaine

Bidonvilles de Bucaramanga dans les années 1980. Institute for Housing and Urban Development Studies
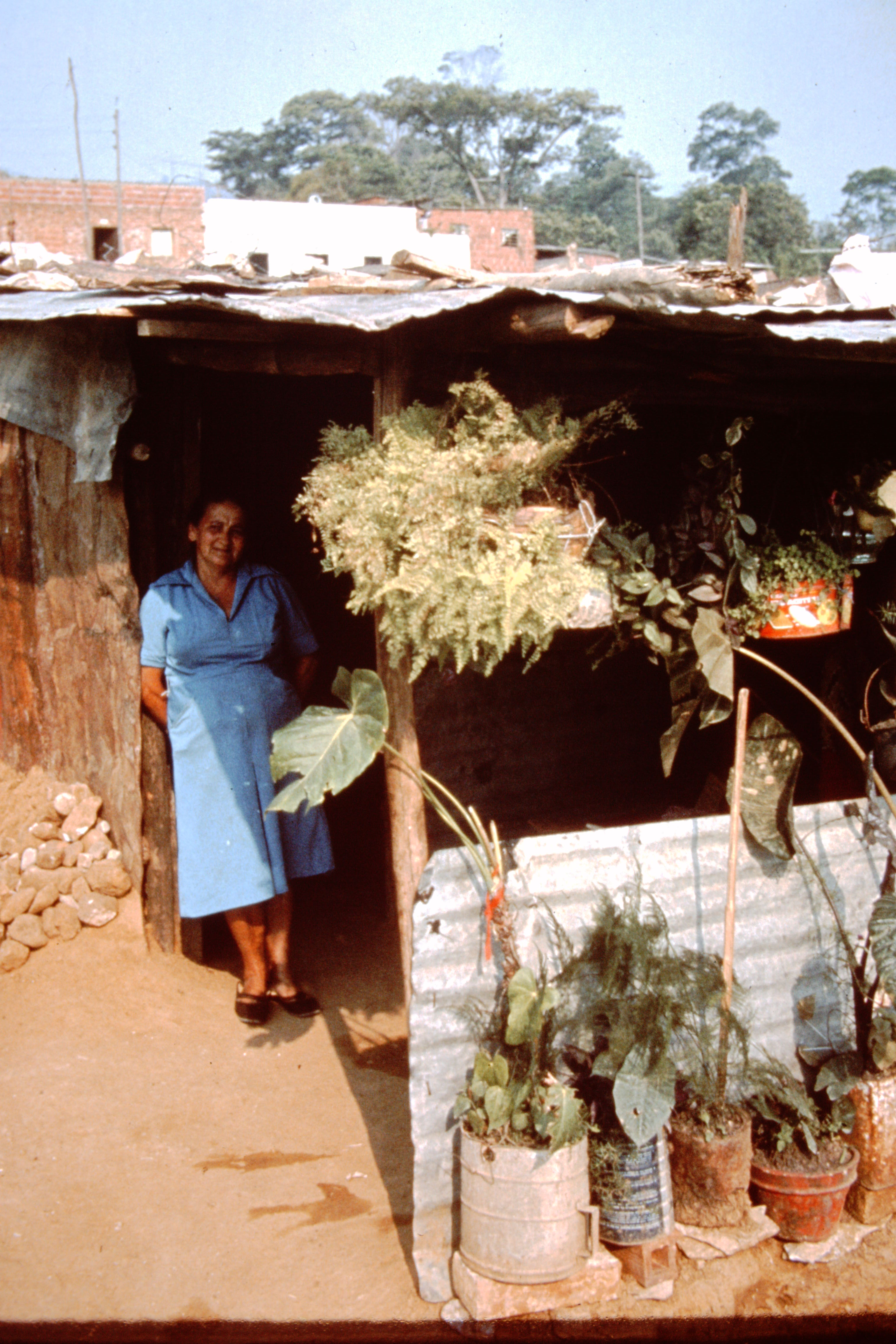
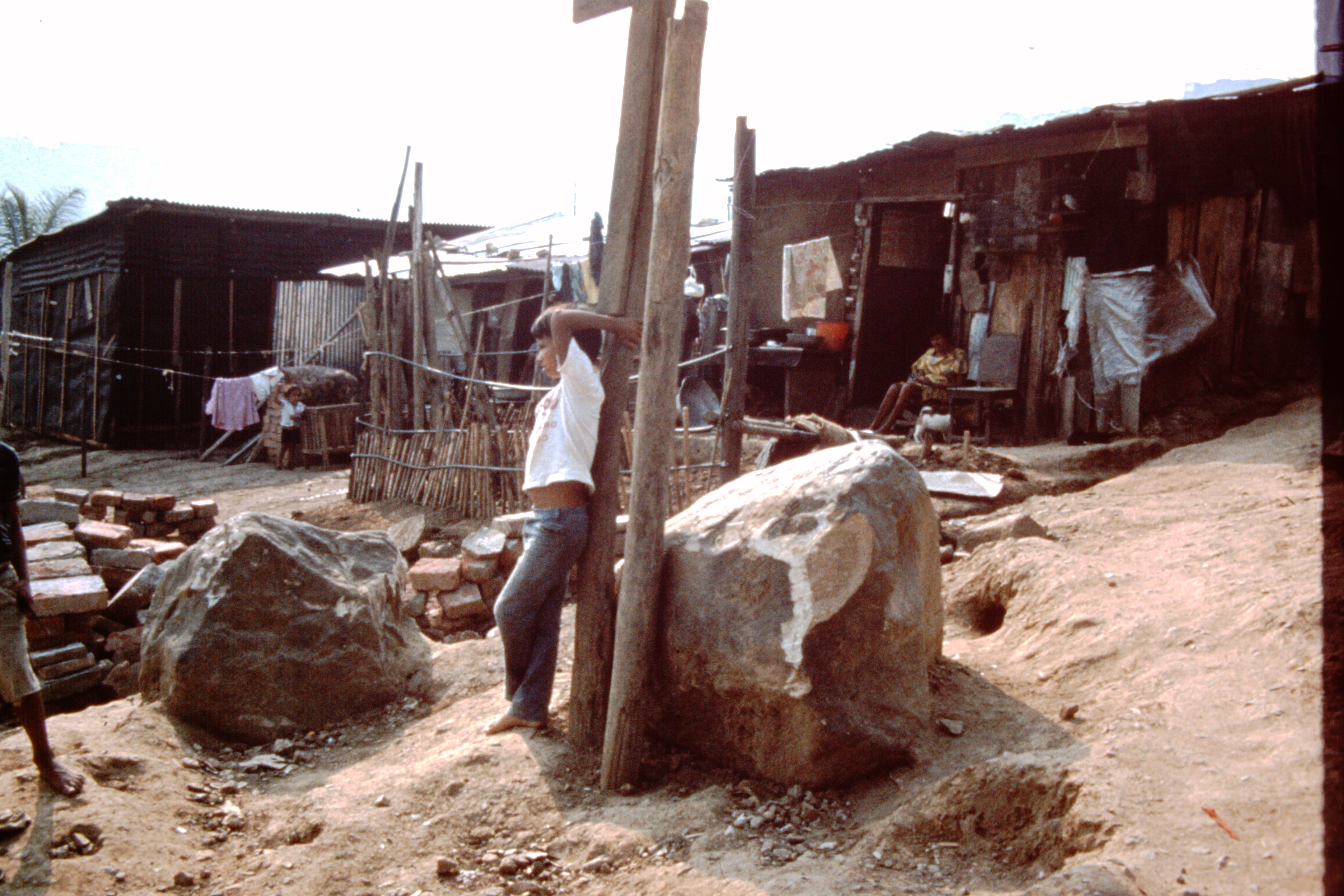
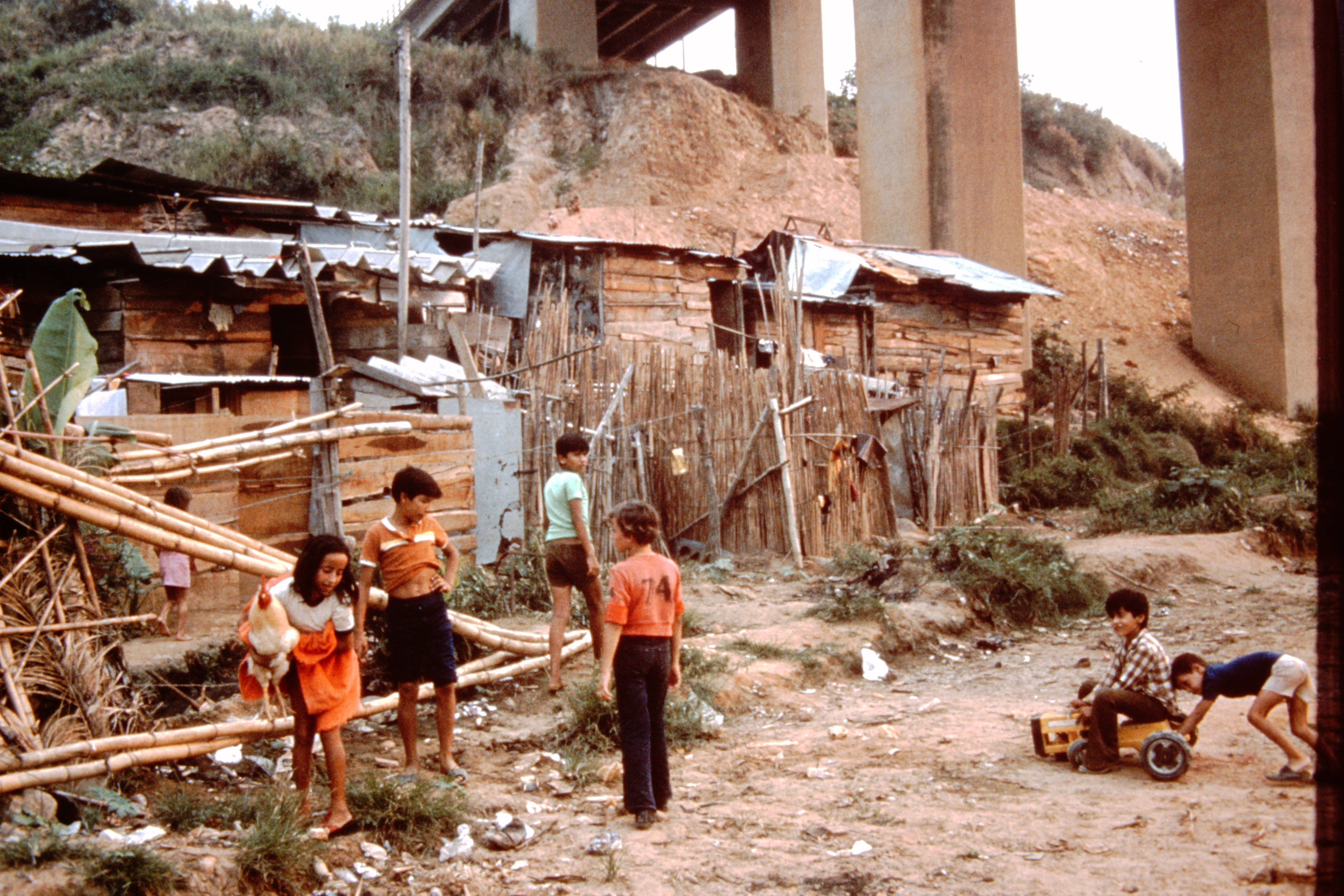
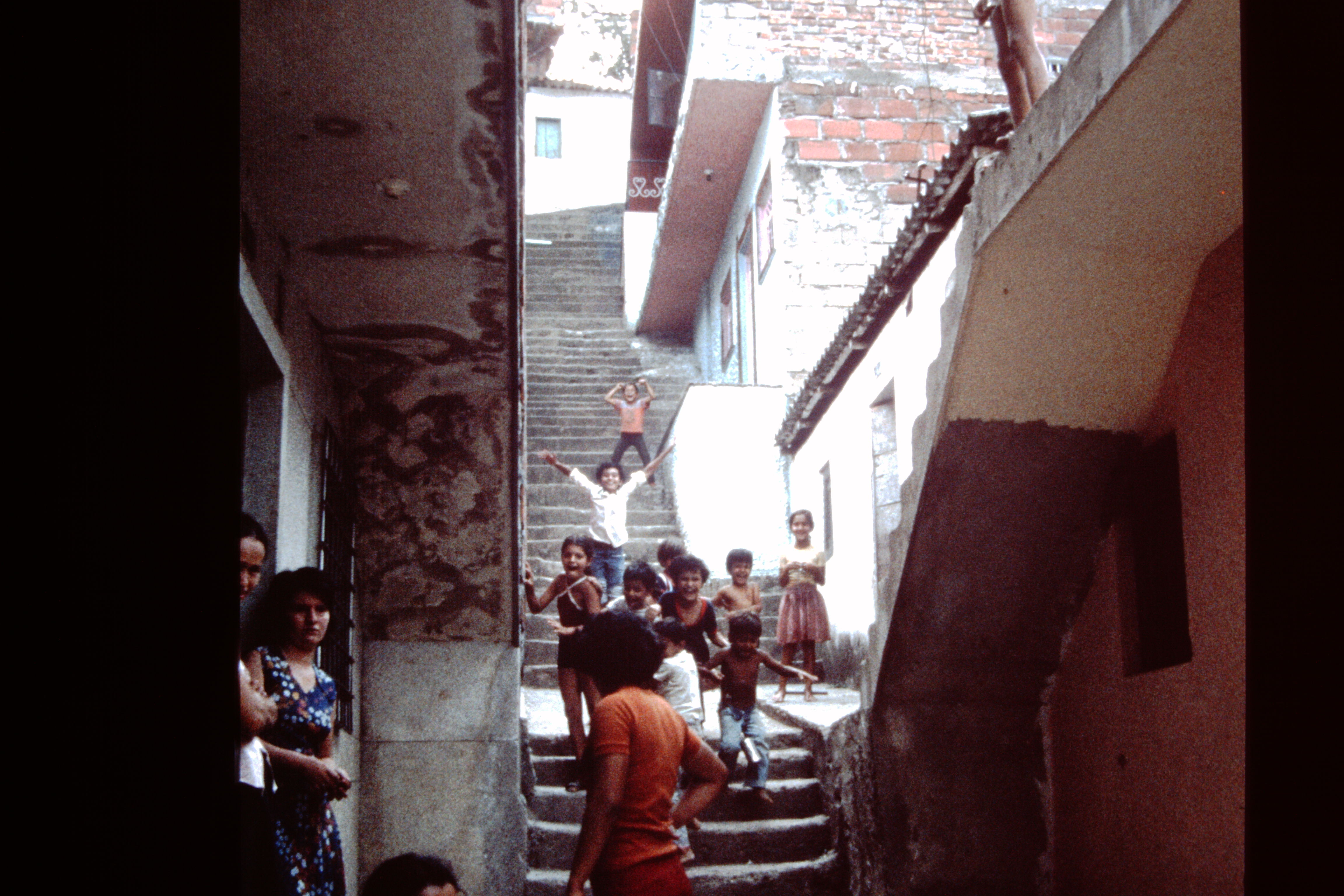
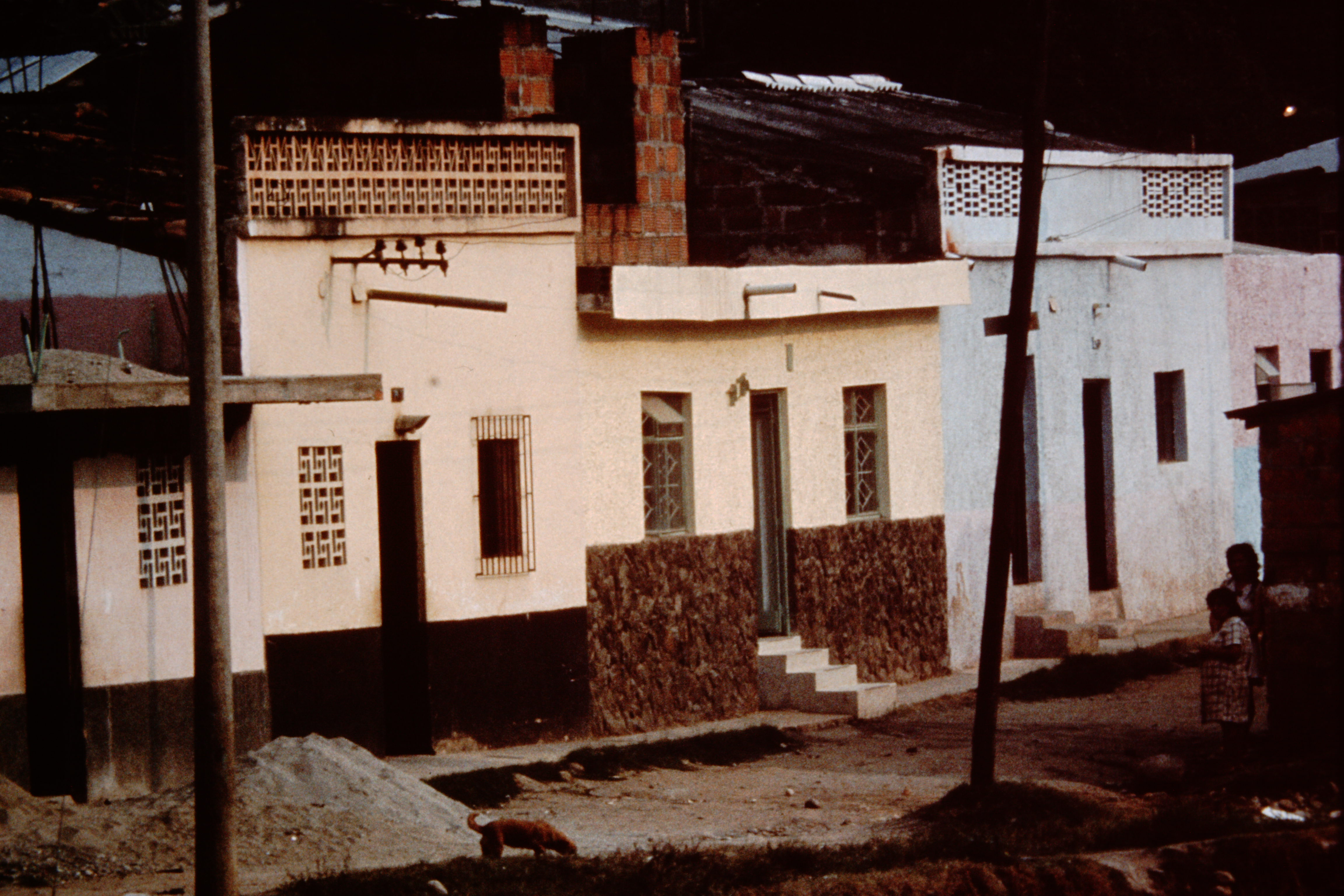

À l'heure actuelle, le million d'habitants de l'agglomération rivalise en taille avec la 5e ville de Colombie, Carthagène des Indes.

## Administration

### Administration municipale
L'alcade de Bucaramanga, équivalent du maire français, est le chef du gouvernement et de l'administration municipale. L'alcade actuel est Luis Francisco Bohorquez, membre du Parti libéral colombien, élu aux élections régionales colombiennes de 2011, en fonction pour le mandat 2012-2015.
Le conseil de Bucaramanga est formé de dix-neuf représentants des différents secteurs de la ville, et a pour objectif d'exercer un contrôle politique sur l'administration municipale. Le conseil actuel couvre le mandat 2012-2015.
| Parti                             | Nombre de conseillers |
| --------------------------------- | --------------------- |
| Parti libéral colombien           | 7                     |
| Changement radical                | 3                     |
| Parti social d'unité nationale    | 3                     |
| Parti conservateur colombien      | 1                     |
| Alliance verte                    | 1                     |
| Parti de l'intégration nationale  | 1                     |
| Alienza Social Indigena           | 1                     |
| Partido AFROVIDES                 | 1                     |
| Autoridades Indígenas de Colombia | 1                     |

### Liste des maires
Depuis 1988, les maires sont élus en Colombie par vote populaire, et exercent leur mandat pendant 4 ans depuis 2004, contre 3 ans auparavant.
| Période                                  | Période       | Identité                    | Étiquette     | Qualité          |
| ---------------------------------------- | ------------- | --------------------------- | ------------- | ---------------- |
| 1971                                     |               | José Luis Mendoza Cárdenas  |               |                  |
| 1981                                     | 1982          | Eduardo Remolina Ordóñez    |               |                  |
| 1987                                     | 1988          | Plinio Eduardo Silva Marín  |               |                  |
| 1988                                     | 1990          | Alberto Montoya Puyana      |               |                  |
| 1990                                     | 1992          | Alfonso Gómez Gómez         |               | Avocat           |
| 1992                                     | 1994          | Jaime Rodríguez Ballesteros |               |                  |
| 1994                                     | 1996          |                             |               |                  |
| 1996                                     | 1998          | Carlos Ibáñez Muñoz         |               |                  |
| 1998                                     | 2000          | Luis Fernando Cote Peña     |               |                  |
| 2000                                     | 2003          | Iván Moreno Rojas           | ANAPO         | Chirurgien       |
| 2003                                     | 2007          | Honorio Galvis              | SE            |                  |
| 2008                                     | août 2011     | Fernando Vargas Mendoza     | Parti libéral | destitué         |
| août 2011                                | décembre 2011 | Héctor Moreno Galvis        |               | maire en intérim |
| 2012                                     | 2015          | Luis Francisco Bohorquez    | Parti libéral |                  |
| 2016                                     | 2019          | Rodolfo Hernández           | Liga          |                  |
| 2020                                     | En cours      | Juan Carlos Cárdenas        | Liga          |                  |
| Les données manquantes sont à compléter. |               |                             |               |                  |

## Société

### Composition de la population
Selon le DANE, la population de Bucaramanga est très majoritairement composée de blancs et de métis, à 96,9 % de la population. Seulement 2,9 % des habitants se reconnaissent comme noirs, mulâtres ou Afro-Colombiens. Les indigènes ne composent que 0,2 % de la population.
La population se compose également de 3,5 % d'étrangers. Parmi ceux-ci, 32 % sont américains, 22,9 % vénézuéliens, 20,2 % espagnols, 3 % canadiens et 2,1 % mexicains.

### Éducation
Plusieurs établissements d'études supérieures sont présents dans la ville :
- Université industrielle de Santander (UIS) ;
- Universidad Autónoma de Bucaramanga (UNAB) ;
- Université de Santander (UDES) ;
- Universitaria de Investigación y Desarrollo (UDI) ;
- Unidades Tecnológicas de Santander (UTS) ;
- Tecnológica FITEC (IES).

Plusieurs autres universités possèdent une extension de leur campus à Bucaramanga, dont :
- Université Antonio Nariño (UAN) ;
- Universidad Santo Tomás (USTA) ;
- Universidad Pontificia Bolivariana (UPB) ;
- Universidad Cooperativa de Colombia (UCC) ;
- Universidad Manuela Beltran (UMB) ;
- Universidad Nacional Abierta y a Distancia (UNAD) ;
- Escuela Superior de Administración Pública Territorial Santander(ESAP).

### Sports
Bucaramanga héberge le club de football Atlético Bucaramanga, évoluant actuellement en Championnat de Colombie D2. Celui-ci évolue dans le stade Alfonso-López, d'une capacité de 28 000 personnes. Ce dernier est également utilisé par le Real Santander, localisé à Floridablanca.
- Coliseo Vicente Díaz Romero, d'une capacité de 8 000 personnes.
- Coliseo Bicentenario Alejandro Galvis Ramírez, construit pour accueillir les matchs de la Coupe du monde AMF 2011, organisée par l'Association mondiale de futsal. D'une capacité de 7 100 places.

## Personnalités liées à la commune
- Elisa Mújica (1918-2003), écrivaine.
- Jacqueline Nova (1935-1975), compositrice de musique classique contemporaine électroacoustique, y a passé une grande partie de son enfance.
- Rodolfo Hernández, (né en 1945), homme politique et ancien maire de la ville.
- Alfonso Flórez (1952-1992), coureur cycliste.
- Juan Pablo Carreño (né en 1978), compositeur.
- Catalina Denis (née en 1985), actrice.

## Économie
Son économie tourne autour de la fabrication de chaussures. Son taux de chômage a atteint un des plus bas de Colombie, avec 8,5 % en décembre 2009. 

## Patrimoine et culture

### Monuments nationaux
La ville de Bucaramanga compte six monuments nationaux: la Chapelle de Los Dolores, la Maison de Bolivar, la Maison natale du Général Custodio García Rovira, le Collège de Nuestra Señora del Pilar, le Colisé Paralta et la Gare ferroviaire de Café-Madrid.

### Musée et centre culturel
Le musée historique du Santander, situé dans la Maison de Bolivar, expose des objets en lien avec Simón Bolívar, ainsi que des pièces archéologiques et ethnologiques guanes, des armes et objets de la bataille de Palonegro et des documents et peintures historiques. Le musée est géré par l'Académie d'Histoire du Santander.
La Casa Luis Perú de la Croix accueille la bibliothèque départementale David Martínez Collazo.
Le musée d'art moderne de Bucaramanga accueille des œuvres d'artistes locaux depuis son ouverture en 1989. Le musée est situé dans une maison de style républicaine.
Le musée d'histoire naturelle est situé dans un bâtiment au sein de l'Université industrielle de Santander.

### Relations internationales

#### Jumelage
La ville de Bucaramanga est jumelée avec les villes suivantes :
- Ribeirão Preto, Brésil ;
- San Pablo, Colombie ;
- Santa Marta, Colombie ;
- Cúcuta, Colombie ;
- Concepción, Chili ;
- San Luis Potosí, Mexique ;
- Celaya, Guanajuato, Mexique ;
- Fort Lauderdale (Floride), États-Unis ;
- Grenoble, France[5].